# Táska
Táska je obec v Maďarsku v župě Somogy v obvodu Marcali. Má rozlohu 2598 ha a žije zde 362 obyvatel (2024).

## Historie
První písemná zmínka o osadě pochází z roku 1268. Za turecké okupace byla pravděpodobně vylidněna. V 18. století byla osídlena chorvatskými osadníky, kteří sice opustili svůj jazyk, ale stále si uchovávají své tradice a zvyky.